# Regiotap
De Regiotap is een muzikaal televisieprogramma op de regionale zender RTV Oost.
In het programma, dat gepresenteerd wordt door Willie Oosterhuis, komen diverse regionale en nationale artiesten langs. Oosterhuis wordt geflankeerd door Theo Tap en Clown Peter. Het programma werd eerst in een studio in Hengelo opgenomen. Bekende onderdelen waren De Sterrenparade waarin regionale artiesten optraden en De Deure, waarin de hoofdgast werd aangekondigd. Lange tijd was Albert ter Horst (1939-2009), beter bekend als kapitein Kievit, aanwezig in een wachtershuisje. Sinds 2008 wordt dit gedaan in Go Planet waarvan Willie Oosterhuis een van de directeuren is. De opnames worden verzorgd door een tv productiebedrijf waarin Oosterhuis belangen heeft.